# Neanthes reducta
Neanthes reducta är en ringmaskart som först beskrevs av Rowland Southern 1921.  Neanthes reducta ingår i släktet Neanthes och familjen Nereididae. Inga underarter finns listade i Catalogue of Life.